# Zaikometopa erythrophthalmus
Zaikometopa erythrophthalmus är en kräftdjursart som först beskrevs av Coyle och G. J. Mueller 1981.  Zaikometopa erythrophthalmus ingår i släktet Zaikometopa och familjen Stenothoidae. Inga underarter finns listade i Catalogue of Life.